# Episodi di Ma che ti passa per la testa? (prima stagione)
La prima stagione della serie televisiva Ma che ti passa per la testa? è stata trasmessa in anteprima negli Stati Uniti d'America dalla Fox tra l'8 settembre 1991 e il 10 maggio 1992.
| nº | Titolo originale                                | Titolo italiano | Prima TV USA      | Prima TV Italia |
| -- | ----------------------------------------------- | --------------- | ----------------- | --------------- |
| 1  | Pilot                                           |                 | 8 settembre 1991  |                 |
| 2  | Lies, Lies, Lies                                |                 | 15 settembre 1991 |                 |
| 3  | Days of Wine and Herman                         |                 | 22 settembre 1991 |                 |
| 4  | Isn't It Romantic?                              |                 | 29 settembre 1991 |                 |
| 5  | Fatal Distraction                               |                 | 13 ottobre 1991   |                 |
| 6  | The Herman-ator                                 |                 | 20 ottobre 1991   |                 |
| 7  | My Brother, Myself                              |                 | 27 ottobre 1991   |                 |
| 8  | 9 1/2 Hours                                     |                 | 3 novembre 1991   |                 |
| 9  | Babbling Brooks                                 |                 | 10 novembre 1991  |                 |
| 10 | Near Death Wish                                 |                 | 17 novembre 1991  |                 |
| 11 | Bracken's Daughter                              |                 | 24 novembre 1991  |                 |
| 12 | The Last Boy Scout                              |                 | 1º dicembre 1991  |                 |
| 13 | Fear and Loathing in Manhattan                  |                 | 22 dicembre 1991  |                 |
| 14 | That's What Friends Aren't For                  |                 | 5 gennaio 1992    |                 |
| 15 | To Err Is Herman                                |                 | 12 gennaio 1992   |                 |
| 16 | How to Succeed in Business Without Really Dying |                 | 19 gennaio 1992   |                 |
| 17 | Hard Times                                      |                 | 9 febbraio 1992   |                 |
| 18 | A Kept Herman                                   |                 | 16 febbraio 1992  |                 |
| 19 | Herman au Naturel                               |                 | 23 febbraio 1992  |                 |
| 20 | Sweet Obsessions                                |                 | 8 marzo 1992      |                 |
| 21 | First Time for Everything                       |                 | 22 marzo 1992     |                 |
| 22 | Bracken Up Is Hard to Do                        |                 | 5 aprile 1992     |                 |
| 23 | Guns 'n' Neurosis                               |                 | 19 aprile 1992    |                 |
| 24 | Dirty Rotten Scoundrels                         |                 | 3 maggio 1992     |                 |
| 25 | Twisted Sister                                  |                 | 10 maggio 1992    |                 |